# Baldassare Peruzzi
Baldassare Peruzzi (ur. 15 stycznia 1481 w Ancaiano w pobliżu Sieny lub bezpośrednio w Sienie, zm. 1536 lub 6 stycznia 1537 w Rzymie) – włoski architekt, malarz i rysownik.

## Życiorys
Początkowo pracował w Sienie u boku Pinturicchia, następnie przeprowadził się do Rzymu. Tam zasłynął jako projektant pałaców Villa Farnesina oraz Massimo delle Colonne w Rzymie. Villa Farnesina została wybudowana w latach 1509–1512 na zamówienie bogatego bankiera rzymskiego Agostina Chigiego. W willi Peruzzi namalował fresk Horoskop Agostina Chigiego. Massimo delle Colonne zostało wzniesione w latach 1532–1536. W Rzymie współpracował z Rafaelem i Giovannim Antonio Bazzim przy tworzeniu Stanz Watykańskich. 
W latach 1520–1527 oraz 1535–1536 wraz z Antonio da Sangallo Młodszym kierował budową bazyliką św. Piotra. Jako architekt pracował również w Sienie. Projektował tam fortyfikację, odpowiadał również za przebudowę tamtejszej katedry.
Naśladował styl Bramantego i Pinturicchia. Od tego drugiego przejął styl narracyjny oraz skłonność do stosowania efektów teatralnych i scenograficznych. W późniejszych latach jego styl był zbliżony do nadchodzącego manieryzmu.
Według jednej z hipotez Rafael malując obraz Autoportret z przyjacielem umieścił obok siebie właśnie Peruzziego.